# Expediciones Norteñas de Zhuge Liang
Las expediciones norteñas de Zhuge Liang fueron una serie de cinco campañas militares lideradas por el canciller del estado de Shu-Han, en contra del estado rival de Cao Wei de 228 a 234 a. C, durante el periodo de los Tres Reinos. Las cinco expediciones fueron lideradas por el canciller regente Zhuge Liang. Pese a que se comprobó que no tuvieron éxito y terminaron como un punto muerto, estas expediciones se han vuelto los conflictos más conocidos del periodo de los Tres reinos y de las pocas batallas en las cuales cada contrincante (Shu y Wei) se enfrentaron con cientos de miles de tropas, contrario a otras batallas en las cuales solo uno de los contrincantes tenía ventaja numérica.

## Primera expedición
Zhuge Liang inició su primera expedición en el año 228 a. C. desde Hanzhong. Envió a Zhao Yun a atacar Mei, quien estaba custodiado por Cao Zhen para atraer toda la atención en ese lugar mientras él, con su ejército principal, marchaba a tomar las áreas desprotegidas. Por suerte, una rebelión se desató en las comandancias de Tianshui, Wudou y Anding. Sin embargo, el líder de vanguardia Ma Su fue derrotado en Jieting por el general de Wei, Zhang He, mientras que Cao Zhen derrotó a Zhao Yun en Mei. Debido a esto Zhuge Liang se vio forzado a abandonar su campaña.

## Segunda expedición
Esta vez, Zhuge Liang decidió cambiar de objetivo y en el 229 a. C. lanzó su segunda expedición. Su objetivo fue la ciudad de Chencang. Chencang se hallaba custodiada por el general veterano, Hao Zhao, quien había construido fortificaciones después de la invasión. Hao Zhao solo contaba con 1000 soldados, pero logró contener la invasión el tiempo suficiente como para que refuerzos liderados por Zhang He llegasen a su rescate. Durante los 20 días que duró el asedio, Hao Zhao disparó flechas de fuego a las escaleras que el ejército de Shu puso sobre las paredes, provocando un colapso en los túneles subterráneos construidos por las fuerzas de Shu y matando a los soldados e ingenieros. Destruyó sus rampas de asedio e incluso construyó otra pared dentro de la ciudad de modo que los soldados que escalaran las paredes exteriores de la ciudad quedarían atrapados y se volverían presa fácil de los arqueros enemigos. La situación se prolongó sin descanso durante 20 días. Finalmente, Zhuge Liang dijo haberse quedado sin provisiones y se vio forzado a abandonar el asedio antes de que los refuerzos llegaran. Wang Shuang, un oficial de Wei, queriendo ganar fama, persiguió al ejército de Shu hasta un valle donde fue emboscado y asesinado.

## Tercera expedición
La primavera del 229 a. C. Zhuge Liang lanzó su tercera expedición. Esta vez, su objetivo era tomar las comanderías de Wudu y Yingping. Estas comanderías habían sido evacuadas en el 219 a. C., cuando Liu Bei capturó Hanzhong, por lo que no hubo resistencia para capturarlas. Zhuge Liang había puesto una línea de defensa en caso de que Wei intentase recuperarlas, sin embargo, esto no ocurrió y Zhuge Liang se retiró con aquella victoria.

## Cuarta expedición
A inicios del 231, Zhuge Liang lanzó su cuarta expedición. En el verano, Cao Zhen, cayó enfermo y fue reemplazado por Sima Yi, quien envió de inmediato a Fei Yao y Dai Ling con 4000 soldados a proteger Shanggui, mientras él salió desde Chang'an con el ejército principal para socorrer monte Qi. En respuesta al avance de Sima Yi, Zhuge Liang dejó parte de su ejército asediando monte Qi, mientras él mismo se apresuró hacia Shanggui antes de que su némesis pudiera llegar. Sin una estrategia coordinada, Guo Huai y Fei Yao fueron derrotados por el ejército de Shu. Tras esta derrota, Sima Yi y Zhuge Liang se enfrentaron en Lucheng. Durante esta batalla, Zhuge Liang le infligió a Sima Yi grandes pérdidas, sin embargo, este último aún tenía un gran ejército. Debido a falta de provisiones Zhuge Liang tuvo que retirarse nuevamente, Sima Yi ordenó a Zhang He perseguir al ejército de Shu. Zhang He discutió con su superior sobre las normas militares, que dictan que una ruta de retirada sea dada a un ejército rodeado o en retirada, pero Sima Yi se rehusó a escucharlo. Zhang He fue emboscado en Mumen, donde Zhuge Liang había ordenado a una gran cantidad de ballesteros que se escondieran en terreno elevado y disparasen a cualquiera que entrase al desfiladero. Zhang He fue alcanzado por una flecha en su pierna derecha y murió. Luego de esto, Sima Yi se volvió la autoridad militar más importante de Cao Wei.

## Quinta expedición y muerte
En la primavera del 234 100.000 soldados de Shu marcharon a través de las montañas Qin hacia las planicies de Wu Zhang, en lo que se convertiría en la quinta y última campaña de Zhuge Liang. Sima Yi, bien preparado para dicho movimiento, con 200 mil soldados construyó su fortaleza al sudeste del río Wei mientras que el estado de Wu atacaba a Wei desde el este. Sin embargo, Sun Quan fue rápidamente derrotado. Esto solo contribuyó a deteriorar la salud de Zhuge Liang, quien para el verano había comenzado a dar instrucciones a sus subordinados acerca del futuro de Shu, sabiendo que su fin se acercaba. En el otoño del mismo año falleció a la edad de 54 años.
Sima Yi, convencido de que Zhuge Liang había muerto, decidió darle caza al ejército de Shu, que se encontraba en retirada. Entonces, Yang Yi, quien estaba ahora a cargo del ejército, decidió dar media vuelta pretendiendo atacar con todo el ejército a sus perseguidores, destruyendo por completo la vanguardia de Wei. Tras esta derrota Sima Yi pensó que era otra emboscada de Zhuge Liang y abandonó la persecución. La muerte de Zhuge Liang se mantuvo en secreto hasta que el ejército alcanzó la seguridad del valle Baoye para regresar a Hanzhong, Sima Yi, temiendo que pudiera ser otra emboscada, se contuvo de darles caza de nuevo.